# Sarthe
Sarthe ( fransk udtale ?) er et fransk departement i regionen Pays de la Loire. Hovedbyen er Le Mans, og departementet har 529.851 indbyggere (1999).
Der er 3 arrondissementer, 21 kantoner og 361 kommuner i Sarthe.
- Wikimedia Commons har flere filer relateret til Sarthe

48°17′N 0°13′Ø / 48.28°N 0.22°Ø